# Творче руйнування
Творче руйнування (нім. schöpferische Zerstörung) чи креативне руйнування (англ. creative destruction) — термін з макроекономіки, який стверджує, що будь-який економічний розвиток (не беручи до уваги суто кількісний розвиток) ґрунтується на процесі творчого або креативного руйнування. Шляхом успішного перекомбінування факторів виробництва старі структури витісняються і врешті-решт знищуються. Таке руйнування не є системною помилкою, а навпаки необхідне для того, аби відбулася переорієнтація.
Першим економістом, хто осмислив цей взаємозв'язок у своїй праці, був Йозеф Шумпетер, який не лише сформулював термін «творче руйнування», але й «інновація». Він вперше ввів поняття підприємця, що здатний приносити творчий, а іноді навіть хаотичний потенціал, у тодішні сухо математичні економічні моделі. За ним, лише підприємці, які непохитно розвивають інновації попри упередження та опір, забезпечують економічні зміни. Згідно з поглядом Шумпетера, капіталізм несе з собою безлад, наслідком якого є творче руйнування.
У царині суспільних наук цей термін згодом розвинувся в різних напрямках.

## Історія терміна
Аналогічне явище згадується ще в «Маніфесті комуністичної партії» (1848) та «Капіталі» (1865) Карла Маркса. При цьому йдеться про те, що новий економічний устрій витісняє старий, подібно до того як капіталізм одержав перемогу над феодальним способом виробництва. Уперше поняття «творчого руйнування» в цьому значенні використав німецький економіст Вернер Зомбарт у своїй книзі «Війна і капіталізм» (1913), проте популярності воно набуло завдяки доробку Йозефа Шумпетера. У його працях цей термін зазнав змін і тепер означав позитивні економічні характеристики капіталістичного виробництва, а саме здатність до інновацій та техніко-економічного прогресу. Нещодавно Клейтон Крістенсен із Гарвардської школи бізнесу запровадив поняття підривної інновації та інновації, внаслідок якої відбуваються фундаментальні (руйнівні) зміни на ринку.
Зі свого боку, Чарлз Дарвін у своїй фундаментальній праці про еволюцію «Походження видів» (1859) також відтворює цю ж концепцію, коли пише, що вимирання старих видів є майже неминучою реакцією на появу нових форм життя.

## Економічне значення за Шумпетером
Творче руйнування є центральним мотивом праці Шумпетера «Капіталізм, соціалізм і демократія», вперше виданої 1942 року англійською мовою. Автор представляє читачам цей концепт у сьомій главі, де пише:
|  | Відкриття нових ринків, зовнішніх чи внутрішніх, і організаційний розвиток від ремісничої майстерні та фабрики до таких концернів, як «ЮС стіл», ілюструють той самий процес промислової мутації (якщо дозволено мені вжити цей біологічний термін), який безперервно революціонізує² економічну структуру ізсередини, безперервно руйнуючи стару структуру й безперервно створюючи нову. Цей процес творчого руйнування є істотним фактом стосовно капіталізму. Це те, з чого складається капіталізм і чим повинен жити кожен капіталістичний концерн. Оригінальний текст (англ.) The opening up of new markets, foreign or domestic, and the organizational development from the craft shop and factory to such concerns as U.S. Steel illustrate the same process of industrial mutation—if I may use that biological term—that incessantly revolutionizes² the economic structure from within, incessantly destroying the old one, incessantly creating a new one. This process of Creative Destruction is the essential fact about capitalism. It is what capitalism consists in and what every capitalist concern has got to live in. |

|  | ² Ці революції не є зовсім безперервними; вони відбуваються окремими ривками, які розділені періодами порівняного спокою. Одначе процес у цілому триває безперервно у тому розумінні, що завжди відбувається або революція, або засвоєння наслідків революції, а разом вони складають те, що відоме як економічні цикли. Оригінальний текст (англ.) ² Those revolutions are not strictly incessant; they occur in discrete rushes which are separated from each other by spans of comparative quiet. The process as a whole works incessantly however, in the sense that there always is either revolution or absorption of the results of revolution, both together forming what are known as business cycles. |

Ідея творчого руйнування вже знайшла своє відображення у праці Шумпетера «Теорія економічного розвитку». Каталізаторами творчого руйнування стають інновації, які підприємці впроваджують з метою отримання визнання на ринку.
Сьома глава під назвою «Творче руйнування» в його 600-сторінковій праці «Капіталізм, соціалізм і демократія» займає тільки шість з половиною сторінок, а термін «творче руйнування» з'являється в ній лише двічі та більше ніде в працях Шумпетера. У контексті цей термін підсумовує саме «процес промислової мутації […], який безперервно [руйнує] стару структуру й безперервно [створює] нову.» Саме в цьому значенні у восьмій главі багаторазово згадується «процес творчого руйнування». У численних інтерпретаціях шумпетерівська концепція інновацій переосмислюється як «креативне руйнування». Шумпетер, однак, цікавиться різновидами та комбінаціями виробничих активів, діалектичною переоцінкою праці та появою нового. Він робить акцент на «творчому», а не на «руйнівному». Шумпетер розрізняє нормальні та ненормальні економічні зміни, підкреслюючи цю різницю знову і знову. Щодо останніх він вказує на те, що вони «не несуть функції» в процесі розвитку, є деструктивними та спричинені помилками економічної політики, панікою та соціальними, національними та міжнародними суперечками, а не внутрішніми економічними причинами.